# Bộ Môi trường (Hàn Quốc)
Bộ Môi trường (tiếng Hàn: 환경부; Hanja: 環境部; Romaja: Hwangyeong-bu) là một cơ quan của chính phủ Hàn Quốc chịu trách nhiệm về các vấn đề bảo vệ môi trường. Ngoài việc thực thi các quy định và tài trợ cho hoạt động nghiên cứu sinh thái, Bộ còn quản lý các vườn quốc gia của Hàn Quốc. Trụ sở chính đặt ở Sejong.